# Metrum
| Dvojslabičné | Dvojslabičné                |
| ------------ | --------------------------- |
| ◡ –          | jamb                        |
| – ◡          | trochej                     |
| –            | spondej                     |
| Trojslabičné |                             |
| ◡            | tribrachys                  |
| – ◡          | daktyl                      |
| ◡ – ◡        | amfibrach                   |
| ◡ –          | anapest                     |
| Kombinované  |                             |
| – ◡ – ◡      | daktylotrochej              |
| Legenda      |                             |
| –            | dlouhá, přízvučná slabika   |
| ◡            | krátká, nepřízvučná slabika |

Metrum (poezie) je obecně platné rytmické schéma střídání stejného počtu slabik přízvučných (–) a nepřízvučných (◡). Jednotkou metra je stopa, zvukový úsek střídající dobu těžkou (se slovním přízvukem) a lehkou (bez slovního přízvuku), těžká doba se nazývá iktus (thesis), lehká arsis. Metrum obvykle odpovídá taktům. Ve spojení s rytmem se hovoří o metrorytmických vztazích.

## Základní druhy stop
- trochej (přízvučná, nepřízvučná) – př. Velké, širé, rodné lány (Josef Václav Sládek)
- daktyl (přízvučná, nepřízvučná, nepřízvučná) – př. Koho bych miloval širém tom na světě (Jan Neruda)
- jamb (nepřízvučná, přízvučná) – př. Jsi útlejší než hlas, ach, ještě víc jej ztlum (František Hrubín)
- daktylotrochej (kombinace daktylu a trocheje) – př. Z oblohy bílý měsíček, starobný nebes tatíček (Jan Neruda)
- spondej (přízvučná, přízvučná)